# كسوف الشمس 31 مارس 2071
سيحدث كسوف حلقي للشمس في 31 مارس 2071. يحدث كسوف الشمس عندما يمر القمر بين الأرض والشمس، وبالتالي يحجب صورة الشمس كليًا أو جزئيًا عن مشاهد على الأرض. يحدث الكسوف الحلقي للشمس عندما يكون القطر الظاهري للقمر أصغر من قطر الشمس، مما يحجب معظم ضوء الشمس ويتسبب في أن تبدو الشمس وكأنها حلقة. يظهر الخسوف الحلقي على شكل كسوف جزئي فوق منطقة من الأرض يبلغ عرضها آلاف الكيلومترات.

## كسوفات أخري ذات الصلة

### كسوف الشمس 2069-2072
قالب:Solar eclipse set 2069–2072
هذا الكسوف هو جزء من سلسلة فصل دراسي. يتكرر الكسوف في سلسلة فصل دراسي من الكسوف الشمسي كل 177 يومًا تقريبًا و 4 ساعات (فصل دراسي) في العقد المتناوبة من مدار القمر.
| 120 | April 21, 2069 [الإنجليزية] Partial | 125 | October 15, 2069 [الإنجليزية] Partial |
| 130 | April 11, 2070 [الإنجليزية] Total   | 135 | October 4, 2070 [الإنجليزية] Annular  |
| 140 | كسوف الشمس 31 مارس 2071 Annular     | 145 | كسوف الشمس 23 سبتمبر 2071 Total       |
| 150 | March 19, 2072 [الإنجليزية] Partial | 155 | September 12, 2072 [الإنجليزية] Total |

### ساروس 140
وهو جزء من دورة ساروس 140 يتكرر كل 18 سنة و 11 يوماً ويحتوي على 71 حدثاً. بدأت السلسلة بكسوف جزئي للشمس في 16 أبريل 1512. تحتوي على الكسوف الكلي من 21 يوليو 1656 حتى 9 نوفمبر 1836، والكسوف الهجين من 20 نوفمبر 1854 حتى 23 ديسمبر 1908، والكسوف الحلقي من 3 يناير 1927 حتى 7 ديسمبر 2485. تنتهي السلسلة في العضو 71 ككسوف جزئي في 1 يونيو 2774. كانت أطول مدة للإجمالي هي 4 دقائق و 10 ثوانٍ في 12 أغسطس 1692.
| يحدث أعضاء السلسلة 23-53 بين عامي 1901 و 2450: | يحدث أعضاء السلسلة 23-53 بين عامي 1901 و 2450: | يحدث أعضاء السلسلة 23-53 بين عامي 1901 و 2450: |
| 23                                             | 24                                             | 25                                             |
| ---------------------------------------------- | ---------------------------------------------- | ---------------------------------------------- |
| </img> </br> 23 ديسمبر 1908                    | </img> </br> 3 يناير 1927                      | </img> </br> 14 يناير 1945                     |
| 26                                             | 27                                             | 28                                             |
| </img> </br> 25 يناير 1963                     | </img> </br> 4 فبراير 1981                     | </img> </br> 16 فبراير 1999                    |
| 29                                             | 30                                             | 31                                             |
| </img> </br> 26 فبراير 2017                    | </img> </br> 9 مارس 2035                       | </img> </br> 20 مارس 2053                      |
| 32                                             | 33                                             | 34                                             |
| </img> </br> 31 مارس 2071                      | </img> </br> 10 أبريل 2089                     | </img> </br> 23 أبريل 2107                     |
| 35                                             | 36                                             | 37                                             |
| </img> </br> 3 مايو 2125                       | </img> </br> 14 مايو 2143                      | </img> </br> 25 مايو 2161                      |
| 38                                             | 39                                             | 40                                             |
| </img> </br> 5 يونيو 2179                      | </img> </br> 15 يونيو 2197                     | </img> </br> 28 يونيو 2215                     |
| 41                                             | 42                                             | 43                                             |
| </img> </br> 8 يوليو ، 2233                    | </img> </br> 19 يوليو 2251                     | </img> </br> 29 يوليو ، 2269                   |
| 44                                             | 45                                             | 46                                             |
| </img> </br> 10 أغسطس 2287                     | </img> </br> 21 أغسطس 2305                     | </img> </br> 1 سبتمبر 2323                     |
| 47                                             | 48                                             | 49                                             |
| </img> </br> 12 سبتمبر 2341                    | </img> </br> 23 سبتمبر 2359                    | </img> </br> 3 أكتوبر 2377                     |
| 50                                             | 51                                             | 52                                             |
| </img> </br> 14 أكتوبر 2395                    | </img> </br> 25 أكتوبر 2413                    | </img> </br> 5 نوفمبر 2431                     |
| 53                                             |                                                |                                                |
| </img> </br> 15 نوفمبر 2449                    |                                                |                                                |

### سلسلة اينكس
هذا الكسوف هو جزء من دورة اينكس طويلة الأمد، ويتكرر عند العقد المتناوبة كل 358 شهرًا سينوديًا (≈ 10571.95 يومًا، أو 29 عامًا ناقص 20 يومًا). مظهره وخط طوله غير منتظمين بسبب عدم التزامها مع الشهر غير الطبيعي (فترة الحضيض). ومع ذلك فإن مجموعات اينكس 3 دورات (87 سنة ناقص شهرين) تقترب (≈ 1،151.02 شهرًا غير طبيعي)، لذا فإن الكسوف متشابه في هذه المجموعات.
| أعضاء سلسلة Inex بين عامي 1901 و 2100:      | أعضاء سلسلة Inex بين عامي 1901 و 2100:       | أعضاء سلسلة Inex بين عامي 1901 و 2100:      |
| ------------------------------------------- | -------------------------------------------- | ------------------------------------------- |
| </img> </br>9 يوليو 1926 </br> (ساروس 135)  | </img> </br> 20 يونيو 1955 </br> (ساروس 136) | </img> </br> 30 مايو 1984 </br> (ساروس 137) |
| </img> </br> 10 مايو 2013 </br> (ساروس 138) | </img> </br> 20 أبريل 2042 </br> (ساروس 139) | </img> </br> 31 مارس 2071 </br> (ساروس 140) |
| </img> </br> 10 مارس 2100 </br> (ساروس 141) |                                              |                                             |

### دورة ميتونيك
تتكرر سلسلة ميتونيك الكسوف كل 19 عامًا (6939.69 يومًا)، وتستمر حوالي 5 دورات. يحدث الكسوف في نفس تاريخ التقويم تقريبًا. بالإضافة إلى ذلك تتكرر سلسلة اوكتون الفرعية 1/5 هذه المدة أو كل 3.8 سنوات (1387.94 يومًا).
| 21 من أحداث الكسوف بين 12 يونيو 2029 و 12 يونيو 2105 | 21 من أحداث الكسوف بين 12 يونيو 2029 و 12 يونيو 2105 | 21 من أحداث الكسوف بين 12 يونيو 2029 و 12 يونيو 2105 | 21 من أحداث الكسوف بين 12 يونيو 2029 و 12 يونيو 2105 | 21 من أحداث الكسوف بين 12 يونيو 2029 و 12 يونيو 2105 |
| 11-12 يونيو                                          | 30-31 مارس                                           | 16 يناير                                             | 4-5 نوفمبر                                           | من 23 إلى 24 أغسطس                                   |
| 118                                                  | 120                                                  | 122                                                  | 124                                                  | 126                                                  |
| ---------------------------------------------------- | ---------------------------------------------------- | ---------------------------------------------------- | ---------------------------------------------------- | ---------------------------------------------------- |
| </img> </br> 12 يونيو 2029                           | </img> </br> 30 مارس 2033                            | </img> </br> 16 يناير 2037                           | </img> </br> 4 نوفمبر 2040                           | </img> </br> 23 أغسطس 2044                           |
| 128                                                  | 130                                                  | 132                                                  | 134                                                  | 136                                                  |
| </img> </br> 11 يونيو 2048                           | </img> </br> 30 مارس 2052                            | </img> </br> 16 يناير 2056                           | </img> </br> 5 نوفمبر 2059                           | </img> </br> 24 أغسطس 2063                           |
| 138                                                  | 140                                                  | 142                                                  | 144                                                  | 146                                                  |
| </img> </br> 11 يونيو 2067                           | </img> </br> 31 مارس 2071                            | </img> </br> 16 يناير 2075                           | </img> </br> 4 نوفمبر 2078                           | </img> </br> 24 أغسطس 2082                           |
| 148                                                  | 150                                                  | 152                                                  | 154                                                  |                                                      |
| </img> </br> 11 يونيو 2086                           | </img> </br> 31 مارس 2090                            | </img> </br> 16 يناير 2094                           | </img> </br> 4 نوفمبر 2097                           |                                                      |

## الروابط الخارجية
قالب:Solar eclipse NASA reference